# Hoxne
Hoxne è una località di circa 900 abitanti della contea del Suffolk, in Inghilterra.
Antico villaggio del distretto del Mid Suffolk, si trova a circa 8 km a est-sudest di Diss, nel Norfolk, e a 800 m a sud del fiume Waveney. La parrocchia ha una forma irregolare, che copre i villaggi di Hoxne, Cross Street e Heckfield Green, con una lingua di terreno che si estende verso sud fino a inglobare parte dell'ex-aeroporto della RAF di Horham.
La località è famosa per il ritrovamento del tesoro di Hoxne, una collezione di oggetti preziosi di epoca romana.